# Magistralni put 34
Die Magistralni put 34 ist eine Bundesstraße in Serbien. Sie beginnt in Požarevac und verläuft in östlicher Richtung parallel zur Donau über Veliko Gradište und Donji Milanovac bis Novi Sip, wo sie oberhalb der Anlage des Kraftwerks Eisernes Tor 1 an die rumänische Nationalstraße 6A anschließt.

## Planungen
In Zukunft soll parallel zur Bundesstraße die Schnellstraße Motoput M7 gebaut werden, die die Bundesstraße erheblich entlasten wird.